# 인천금마초등학교
인천금마초등학교(仁川錦馬初等學敎)는 대한민국 인천광역시 부평구 구산동에 위치한 초등학교이다.

## 연혁
- 2006년 9월 1일 : 부평 자이아파트의 신축에 따른 일신초등학교의 과밀화를 해소하기 위해 개교.

## 참조 자료
- 인천금마초등학교 - 한국교육학술정보원 학교알리미